# Liste der Monuments historiques in Montaigut-sur-Save
Die Liste der Monuments historiques in Montaigut-sur-Save führt die Monuments historiques in der französischen Gemeinde Montaigut-sur-Save auf.

## Liste der Bauwerke
| Bezeichnung               | Beschreibung                  | Standort | Kennzeichnung | Schutzstatus | Datum | Bild           |
| ------------------------- | ----------------------------- | -------- | ------------- | ------------ | ----- | -------------- |
| Kapelle Notre-Dame-d’Alet | Erbaut ab dem 17. Jahrhundert | (Lage)   | PA00094384    | Classé       | 1988  | weitere Bilder |